# 布拉佐里亞縣
布拉佐里亞縣（英語：Brazoria County）位美国德克萨斯州東南部墨西哥灣岸的一個縣，面積4,137平方公里。根据2020年美國人口普查，共有人口37萬2,031人。縣治安格爾頓（Angleton）。該縣成立於1836年3月17日，是該州最早成立的23個縣之一，縣名來自布拉索斯河（西班牙语「上帝的手臂」的意思）。